# Egloffstein
Egloffstein est une commune de Bavière (Allemagne), située dans l'arrondissement de Forchheim, dans le district de Haute-Franconie.

## Histoire
Les seigneurs d'Egloffstein sont documentés depuis 1180. Les chevaliers impériaux possédaient la seigneurie comme un alleu jusqu'à ce qu'ils soient obligés de la donner à la Principauté épiscopale de Bamberg en 1509, d'où ils l'ont récupéré en fief. Endommagé vers 1450, le château fut ensuite reconstruit sous une forme différente, détruit à nouveau en 1504 et lors de la Guerre des Paysans allemands en 1525, puis à nouveau ravagé lors de la Guerre de Trente Ans en 1632 et 1645, mais à peine changé depuis la reconstruction. Le château appartient toujours aux barons von Egloffstein qui possèdent également le château de Kunreuth depuis le XIVe siècle.

## Quartiers
Affalterthal, Äpfelbach, Bärenthal, Bieberbach, Dietersberg, Egloffstein, Egloffsteinerhüll, Hammerbühl, Hammermühle, Hammerthoos, Hundsboden, Hundshaupten, Mostviel, Rothenhof, Schlehenmühle, Schweinthal.

## Personnalités
- Oleg Popov (1930-2016), clown russe qui a vécu à Egloffstein depuis des années 1990, il y est enterré selon sa dernière volonté[1].